# Gelbschnabellöffler

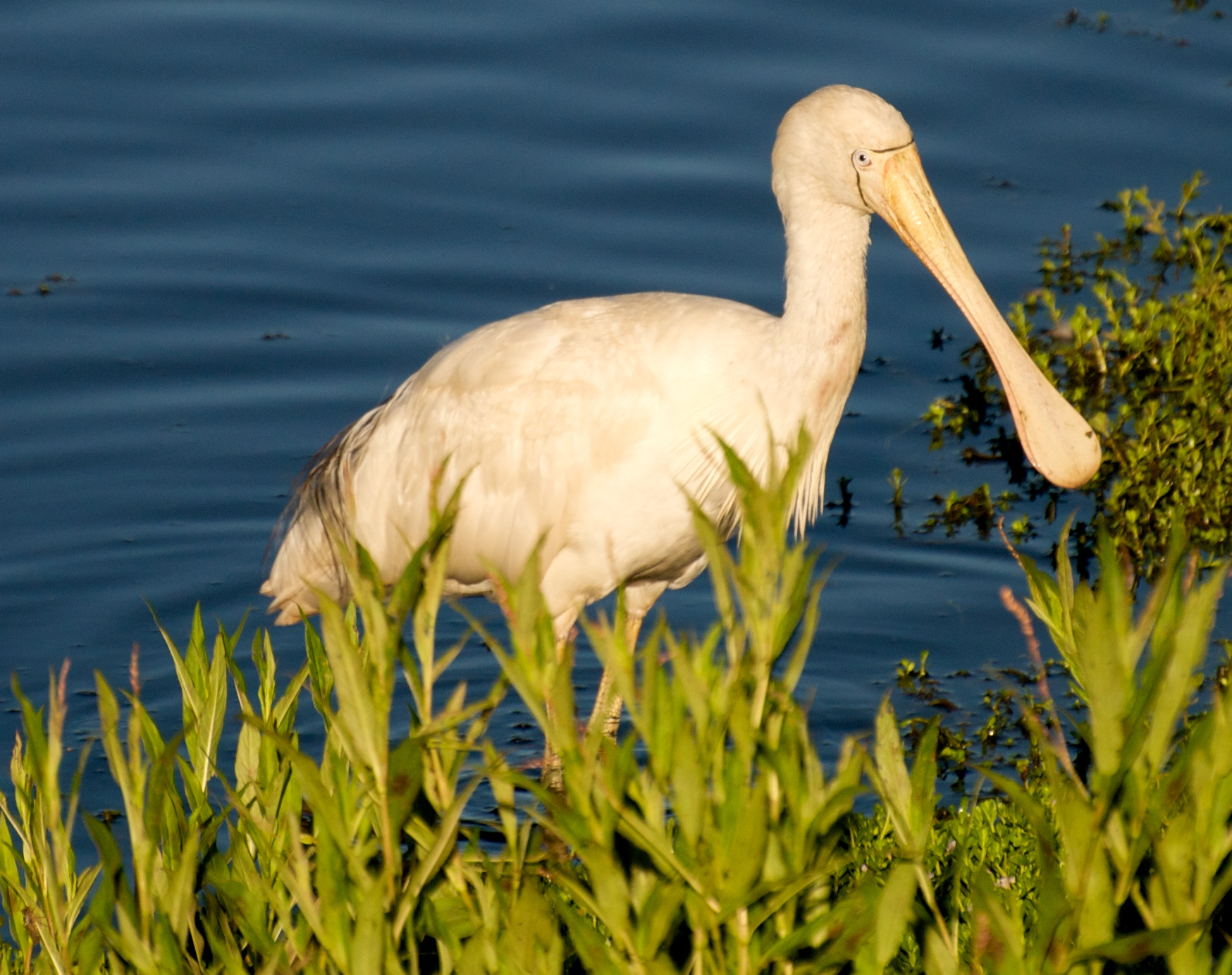
Gelbschnabellöffler

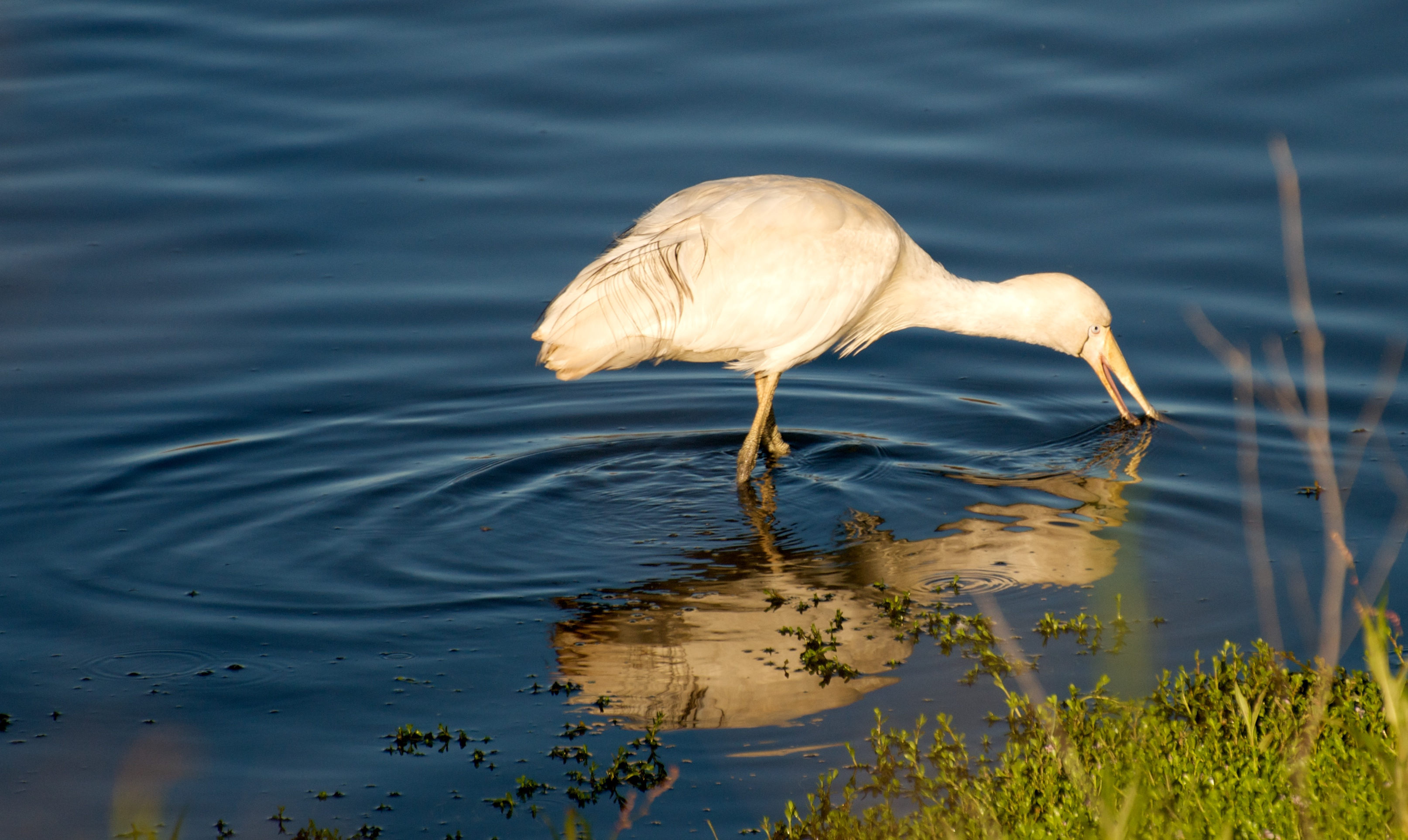
Gelbschnabellöffler bei der Nahrungssuche

Der Gelbschnabellöffler (Platalea flavipes) ist eine Vogelart aus der Familie der Ibisse und Löffler (Threskiornithidae). Einige Autoren stellen ihn in die monotypische Gattung Platibis.
Die IUCN stuft den Gelbschnabellöffler als nicht gefährdet (least Concern) ein.

## Verbreitung und Lebensraum
Er kommt in Australien vor und bewohnt dort brackige oder Süßgewässer des Inlands, selten auch an Gezeitentümpeln oder sonstigen geschützten Bereichen an der Küste. Irrgäste erreichen gelegentlich auch Neuseeland sowie die Lord-Howe-Insel und die Norfolk-Insel.
Der Gelbschnabellöffler ist häufiger als der Königslöffler in kleinen Feuchtgebieten, Wasserspeichern und Teichen zu beobachten als der Königslöffler. Auf Grund seiner Schnabelform ist er auf Flachwasserzonen angewiesen, die nicht tiefer als 40 Zentimeter sind. Die Errichtung von Wasserdämmen und -kanälen haben dazu beigetragen, dass sich das Verbreitungsgebiet des Gelbschnabellöfflers ausgedehnt hat. In seinem ursprünglichen Verbreitungsgebiet ist er allerdings seltener geworden, weil diese Feuchtgebiete zum Teil in Agrarflächen umgewandelt wurden.
In Victoria sind die Gelbschnabellöffler Standvögel, in den anderen Gebieten führen sie saisonalen Wanderungen durch.

## Merkmale
Der Gelbschnabellöffler erreicht eine Körperlänge von 76 bis 92 Zentimeter. Dabei entfällt auf den Körper etwa die Hälfte. Das Gewicht beträgt zwischen 1814 und 1928 Gramm. Männchen werden größer und haben einen längeren Schnabel und Beine. Brütende, ausgewachsene Vögel haben lange Schmuckfedern oberhalb der Brust. Die nackte Partie der Gesichtshaut leuchtet bunt. Jungvögel haben schwarze Flügelspitzen.
Verwechslungsmöglichkeiten bestehen vor allem mit dem Königslöffler, der dem Gelbschnabellöffler in der Körperform gleicht. Gelbschnabellöffler sind allerdings etwas größer und haben einen längeren Schnabel und haben auch in der Fortpflanzungszeit keine Federhaube. Der Königslöffler hat anders als der Gelbschnabellöffler außerdem einen schwarzen Schnabel und schwarze Beine und Füße.
In der Regel bewegt sich der Gelbschnabellöffler mit langsamen und ruhigen Schritten. Nur gelegentlich wird Beute in schnellerem Lauf verfolgt. Nahrungssuchende Gelbschnabellöffler haben ihren Schnabel ins Wasser getaucht und bewegen diesen mit einer seitlichen Kopfbewegung durchs Wasser. Dabei ist der Schnabel leicht geöffnet. Sie ruhen außerdem häufig auf Baumästen, die über das Wasser reichen. Außerhalb der Fortpflanzungszeit sind sie wenig ruffreudig. Während der Fortpflanzungszeit ist von ihnen in der Nähe der Brutplätze ein keuchendes Zischen zu vernehmen. Im Flugbild ähnelt er mit seinen ausgestreckten Füßen und dem ausgestreckten Hals dem Königslöffler. Bei längeren Flügen wechseln sich schnelle, gleichmäßige Flügelschläge mit kurzen Gleitphasen ab. Durch Nutzung von Thermik erreichen sie gelegentlich sehr große Höhen.

## Nahrung und Nahrungserwerb
Gelbschnabellöffler ernähren sich von vor allem von wasserbewohnenden Insekten, vor allem von Rückenschwimmern, außerdem Flusskrebse, Garnelen, Fisch, Weichtiere und Pflanzenmaterial. Bei der Futtersuche schwenken sie den Schnabel langsamer hin und her als der im gleichen Gebiet lebende Königslöffler (P. regia) und ernähren sich von kleinerer Beute als dieser. Der Schnabel ist bei der Nahrungssuche etwa zwei bis vier Zentimeter weit geöffnet, die Schnabelspitze wird in einem Bogen von 120 Grad geführt. Befindet sich der Schnabel am äußersten Ende eines solchen Bogens, wird der Fuß auf der entgegengesetzten Seite nach vorne gesetzt. Dabei wirbelt er Bodensubstrat und damit auch Beutetiere auf. Unterwasserpflanzen werden gewöhnlich mit schnellen, seitlichen Schnabelbewegungen auf mögliche Beutetiere untersucht. Grundsätzlich wird Beute durch den Tastsinn lokalisiert und der Schnabel dann geschlossen, wenn die Beute das Schnabelinnere berührt. Entsprechend dominieren im Nahrungsspektrum des Gelbschnabellöfflers Beute, die im Wasser frei schwimmt. Dagegen fehlen Beutetiere, die auf Wasserpflanzen oder im Bodensubstrat leben. Die Beute wird geschluckt, indem der Schnabel um 60 Grad über der Horizontalen angehoben wird.

## Fortpflanzung
Gelbschnabellöffler gehen eine monogame Paarbeziehung ein, die vermutlich länger als eine Fortpflanzungsperiode besteht.
Gelbschnabellöffler brüten im Süden Australiens von September bis April, im Norden von März bis Mai. Die Fortpflanzungszeit schwankt je nach den lokalen Wetterbedingungen. Sie nisten allein oder in lockeren Kolonien von wenigen Paaren. Typisch sind kleine Kolonien, bei denen auf 30 bis 50 Meter sich zwei Nester befinden. Das Nest ist eine lockere Plattform aus Zweigen und Ästen, in Röhrichtgebieten auch aus Schilf. Verteidigt wird nur die unmittelbare Nistumgebung.
Es werden zwei bis vier, meistens drei Eier gelegt, die 26 bis 31 Tage bebrütet werden. Beide Elternvögel sind an der Brut und der Aufzucht der Jungvögel beteiligt. Die Küken haben zunächst ein weißes Daunengefieder. Die Dauer der Nestlingszeit ist noch nicht hinreichend untersucht, vermutlich erstreckt sie sich auf fünf Wochen. In Kerang wurde der Bruterfolg über zwei Fortpflanzungsperioden beobachtet. Dort wurden insgesamt 75 Nester begonnen, nur in 54 Nester wurden Jungvögel flügge. Insgesamt flogen 103 Jungvögel aus.

## Einzelbelege
1. 1 2  Higgins, S. 1105
2. ↑  Higgins, S. 1104
3. 1 2 3  Higgins, S. 1106
4. 1 2  Higgins, S. 1108